# Phalacrus seriatus
Phalacrus seriatus is een keversoort uit de familie glanzende bloemkevers (Phalacridae). De wetenschappelijke naam van de soort werd in 1856 gepubliceerd door John Lawrence LeConte.